# Cuidaré de ti…
Cuidaré de ti... es el nombre del quinto álbum de estudio grabado por el cantautor colombiano de música cristiana, Álex Campos. Fue lanzado al mercado bajo el sello discográfico CanZion el 29 de julio de 2008.

## Estilo
Este álbum presenta un nuevo estilo musical, en este predominan los ritmos de rock, fusionados con algunos ritmos colombianos. El disco fue grabado en Colombia y Argentina y fue producido por el propio artista y coproducido por el productor musical argentino Juan Blas Caballero. Contiene 12 temas de los cuales, 11 son de la autoría de Álex Campos. Además, cuenta con la participación de Jez y el vocalista de la banda argentina Rescate, Ulises Eyherabide en los duetos «Come on» y «Dímelo».
Con respecto al trabajo discográfico de estudio anterior El sonido del silencio, representa un ligero cambio en los ritmos ya que este presenta ritmos más latinos, sin dejar a un lado el rock, que siempre lo caracteriza. El álbum incluye las canciones «Como el color de la sangre», además de temas como «Dímelo», «Come on» y «Más que ayer».
La recepción por parte del público fue buena y el 13 de noviembre de 2008, logró recibir una nominación al Premio Grammy Latino al "Mejor Álbum Cristiano en Español".
Del álbum se desprende el conocido sencillo «Cómo el color de la sangre».

Es una canción en la que Dios te dice: aunque me olvides, aunque te vayas, acuérdate que siempre estaré esperando que vuelvas a mí. Aunque estemos lejos, él va a estar esperando.
Álex Campos

Posteriormente, se añade el sencillo «Dímelo» que lo interpreta a dueto con Ulises Eyherabide, de la banda Rescate, y «Tu poeta», canción que cuenta con la participación actoral de Natalia Rodríguez, esposa de Álex Campos.

## Lista de canciones
- Todas las canciones escritas y compuestas por Álex Campos, excepto donde se indica.

| Cuidaré de ti |                                             |              |          |  |
| N.º           | Título                                      | Escritor(es) | Duración |  |
| 1.            | «Cómo el color de la sangre»                | Álex Campos  | 3:54     |  |
| 2.            | «Junto a ti»                                | Álex Campos  | 3:33     |  |
| 3.            | «Tú planeta»                                | Álex Campos  | 3:29     |  |
| 4.            | «Te estoy esperando»                        | Álex Campos  | 3:58     |  |
| 5.            | «Yo no temeré»                              | Álex Campos  | 3:16     |  |
| 6.            | «Cuidaré de ti»                             | Álex Campos  | 3:58     |  |
| 7.            | «Tú poeta»                                  | Álex Campos  | 4:21     |  |
| 8.            | «Tú amor y mi amor»                         | Álex Campos  | 3:18     |  |
| 9.            | «Dímelo» (con Ulises Eyherabide de Rescate) | Álex Campos  | 3:16     |  |
| 10.           | «Come on» (con Jez)                         | Jez Babarczy | 3:21     |  |
| 11.           | «Te quiero»                                 | Álex Campos  | 3:36     |  |
| 12.           | «Más que ayer»                              | Álex Campos  | 4:18     |  |

## Videos musicales y sencillos

### Como el color de la sangre
Es el primer videoclip del álbum. Fue producido y dirigido por CanZion. La idea del video es presentada mediante la puesta en escena de Álex Campos escribiendo una canción. Como historia paralela, aparece la historia de dos padres que aman a sus hijos por sobre todo, esto de acorde con la letra de la canción.

### Dímelo
Es el segundo videoclip del álbum. Fue dirigido por Chak García. El concepto del video es presentado en un barrio y una escuela de Bogotá, Colombia donde varios niños y jóvenes juegan y cantan al ritmo de la canción junto a Álex Campos y Ulises Eyherabide, el vocalista de la banda argentina Rescate.

### Tu poeta
Es el tercer videoclip del álbum. Fue producido y dirigido por Álex Campos. El concepto del video va acompañado de una canción de Álex Campos en dedicatoria a su esposa Natalia Rodríguez. Tanto Alex como su esposa Natalia aparecen en el video como actores.

## Premios y nominaciones
Premios AMCL
- 2008: El álbum fue nominado al Premio de la Academia Musical Cristiana en las categorías de álbum del año, calidad sonora en un álbum y álbum pop del año y resultó ganador en la categoría de álbum de cantautor del año. Por este disco, Alex se llevó el premio al vocalista masculino del año.

Premios Arpa
- 2008: El álbum fue nominado al Premio Arpa en la categoría de álbum del año.[2]
- 2009: El video del sencillo «Cómo el color de la sangre» fue nominado en la categoría de mejor video musical.[3]
- 2009: «Dímelo» fue nominada por mejor canción en participación.[3]

Premios Grammy Latinos
- 2008: El álbum fue nominado en la categoría de mejor álbum cristiano en español.[4]